# Tenerognathia visus
Tenerognathia visus är en kräftdjursart som beskrevs av Tanaka 2005. Tenerognathia visus ingår i släktet Tenerognathia och familjen Gnathiidae. Inga underarter finns listade i Catalogue of Life.